# بییز بیچ (ایندیانا)
بییز بیچ (به انگلیسی: Beatys Beach) یک منطقهٔ مسکونی در ایالات متحده آمریکا است که در شهرستان لاگرانژ، ایندیانا واقع شده‌است. بییز بیچ ۲۶۰٫۰ متر بالاتر از سطح دریا واقع شده‌است.